# إدمان العمل
إدمان العمل (بالإنجليزية: Workaholic) هو الشخص الذي يعمل بشكل إلزامي، في حين أن المصطلح عموما يعني الأشخاص الذين يتمتعون بعملهم أو ببساطة الذين يشعرون بأنهم مضطرين للقيام بذلك. حاليا، لا يوجد تعريف طبي مقبول لهذه الحالة، على الرغم من أن بعض أشكال التوتر، واضطرابات السيطرة على الانفعالات، واضطراب الشخصية الوسواسية، والوسواس القهري يمكن أن يكون لها علاقة بالعمل.

## أصل التسمية
تتألف الكلمة من العمل (بالإنجليزية: work) و إدمان الكحول (بالإنجليزية: alcoholic)، وأول تداول للكلمة، ووفقا لقاموس أكسفورد الإنجليزي، بدأ في كندا حيث جاء في صحيفة تورنتو دايلي ستار في عدد الخامس من أبريل لعام 1947،في الصفحة السادسة، كإشارة إلى الكحوليين المجهولين:
«إذا كنت مبتلى بالحنين الغير المقهور إلى العمل، فإن هذا مرادف لمدمني العمل، وسوف يقدم لك عامل مصلح المعونة للعودة إلى البطالة بكل سعادة».

## تفاصيل
يشير مصطلح مدمني العمل لأنواع مختلفة من الأنماط السلوكية، ولكل منها تقييم خاص بها. على سبيل المثال، يتم استخدام إدمان العمل في بعض الأحيان من قبل الناس الذين يرغبون في التعبير عن ولائهم لوظيفة واحدة بشكل ايجابي. ومع ذلك، في كثير من الأحيان يستخدم هذا المصطلح للإشارة إلى النمط السلوكي السلبي الذي يشير إلى قضاء وقت طويل في العمل، وهو إكراه داخلي للعمل بجد، وهو ما ينتج عنه إهمال للأسرة ولكافة العلاقات الاجتماعية الأخرى.
وقد وجد الباحثون أنه في كثير من الحالات، لا تزال الأنشطة المتصلة بالعمل متواصلة حتى بعد التأثير الذي تعرفه سواء العلاقات الاجتماعية أو الصحة البدنية للشخص مدمن العمل. و يعتقد أن أهم الأسباب ترتبط بالقلق، أو ضعف الثقة بالنفس وأيضا مشاكل العلاقات الحميمة. وعلاوة على ذلك، يميل مدمنو العمل إلى أنهم تنعدم لديهم القدرة على تفويض مهام العمل للآخرين
ويعتبر إدمان العمل في اليابان مشكلة اجتماعية خطيرة تؤدي في كثير من الأحيان إلى الوفاة المبكرة أثناء العمل جراء الإرهاق، وهي ظاهرة يطلق عليها اسم كاروشي. ومن أشهر الحالات، كانت وفاة رئيس الوزراء الياباني كيزو أوبوتشي في عام 2000 جراء سكتة دماغية قاتلة. الموت جراء الإرهاق ليست ظاهرة يابانية محضة. ففي عام 2013، توفي متدرب في بنك أوف أمريكا بلندن بعد أن عمل بشكل متواصل لمدة 72 ساعة. 
مدمنو العمل يشعرون بالحاجة أن يكونوا مشغولين طوال الوقت، لدرجة أنهم في كثير من الأحيان يقومون بأداء المهام التي ليست مسندة لهم أو اللازمة لإنجاز المشروع. ونتيجة لذلك، فإنهم يميلون إلى أن يكونوا عمالا تنقصهم الكفاءة، لأنهم يركزون على أن يكونوا مشغولين، بدلا من التركيز على أن يكونوا منتجين. وبالإضافة إلى ذلك، مدمنو العمل يفضلون أن يكونوا أقل فعالية من غيرهم من العمال لأنهم يجدون صعوبة في العمل داخل فريق، صعوبة في تفويض أو تكليف عملهم لأحد زملاء العمل، أو مشاكل تنظيمية بسبب القيام بالعديد من الأعمال في آن واحد. وعلاوة على ذلك، مدمنو العمل غالبا ما يعانون الحرمان من النوم، مما يضعف الدماغ ويضعف وظيفة الإدراك لديهم.